# Bergviol
Bergviol, Viola collina, är en art i familjen violväxter (Violaceae) av släktet violer (Viola). Bergviolen är en flerårig ört som blir mellan fem och femton centimeter hög. Den blommar mellan april och maj, och de väldoftande blommorna, som blir runt femton millimeter, är blekt blåvioletta med vitaktig sporre. 
Bergviolen skiljs från buskviolen genom djupare inskurna blad med trubbigare spets och långfransade stipler. Den förekommer i Österrike och Sverige (enbart i Dalarna, Hälsingland, Medelpad och Ångermanland och då gärna på torra, kalkfattiga backar och berghällar). 